# 焼石岳

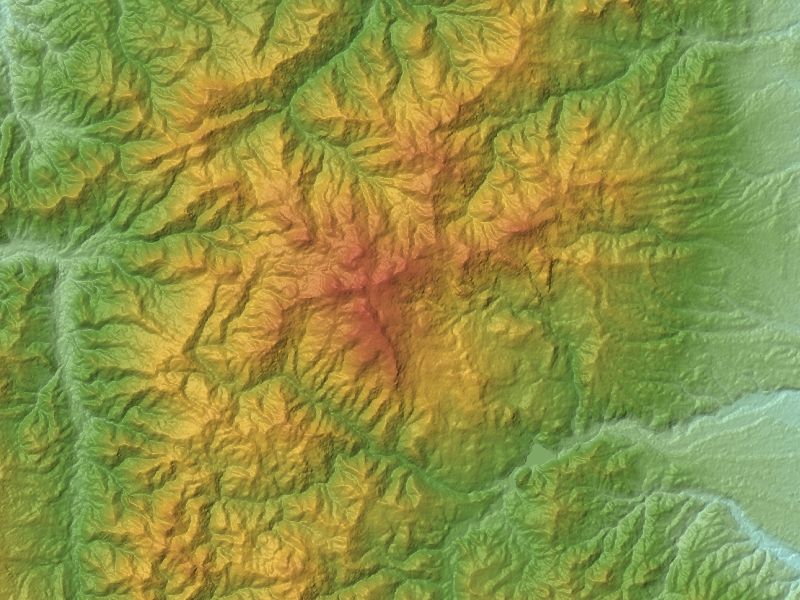
焼石岳火山の火山体地形図

焼石岳（やけいしだけ）とは、岩手県南西部、奥州市と和賀郡西和賀町の境にある火山である。標高1,548 m。奥羽山脈中部に属し、牛形山、駒ヶ岳などからなる焼石連峰の主峰で、栗駒国定公園の一部。日本二百名山の一つである。

## 概要
第四紀に噴出形成した火山で、周囲には規模の小さい火山が集まっている。尚、現在は特にこれといった活動はない。山体が輝石安山岩などから構成され、山頂周辺に焼けたような石が見られることが名称の由来とされる。
ブナの原生林に覆われ、山腹には小沼が多く分布しミズバショウや高山植物も豊富。東麓の尿前川の渓谷は無数の滝をつくり、とくに紅葉期は美しい。月山、八甲田山とともに残雪の多い山で、登山路は北東麓の夏油温泉からのコースが変化に富んでいる。頂上からの展望は雄大で近くの栗駒山を始め、八幡平、岩手山、早池峰山、鳥海山、月山および飯豊山など東北の主な山々が遠望できる。
標高と比較して高山植物が豊富である。中腹にある中沼と上沼は雪解けから盛夏まで高密度に湿性植物が咲く。山頂直下の姥石平は6月上旬から晩夏まで広大な花畑を展開する。焼石沼周辺のミヤマキンポウゲの花畑や、焼石沼上部の花畑も優れている。東北地方トップクラスの花の山である。
焼石沼周辺では昔、牛の放牧が行われていて、放牧に従事する人々が食料用に焼石沼にニジマスを放流したため、焼石沼にはニジマスが野生化している。焼石沼周辺での放牧は1993年頃まで行われていた。多い時で140頭の牛が放牧されていた。 
山頂には一等三角点が設置され1,547.28 mとなっている。

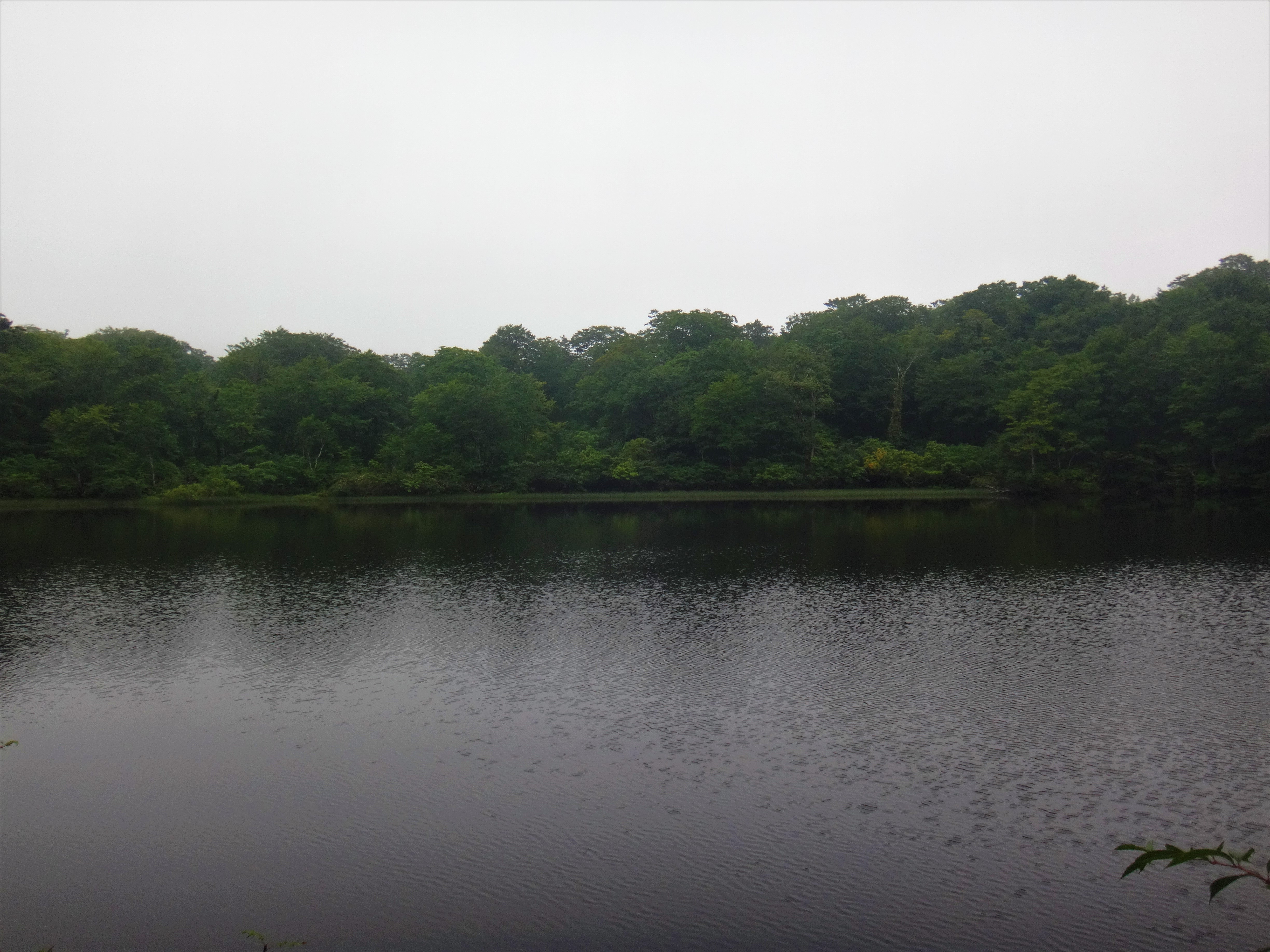
登山口から40分程で中沼へ
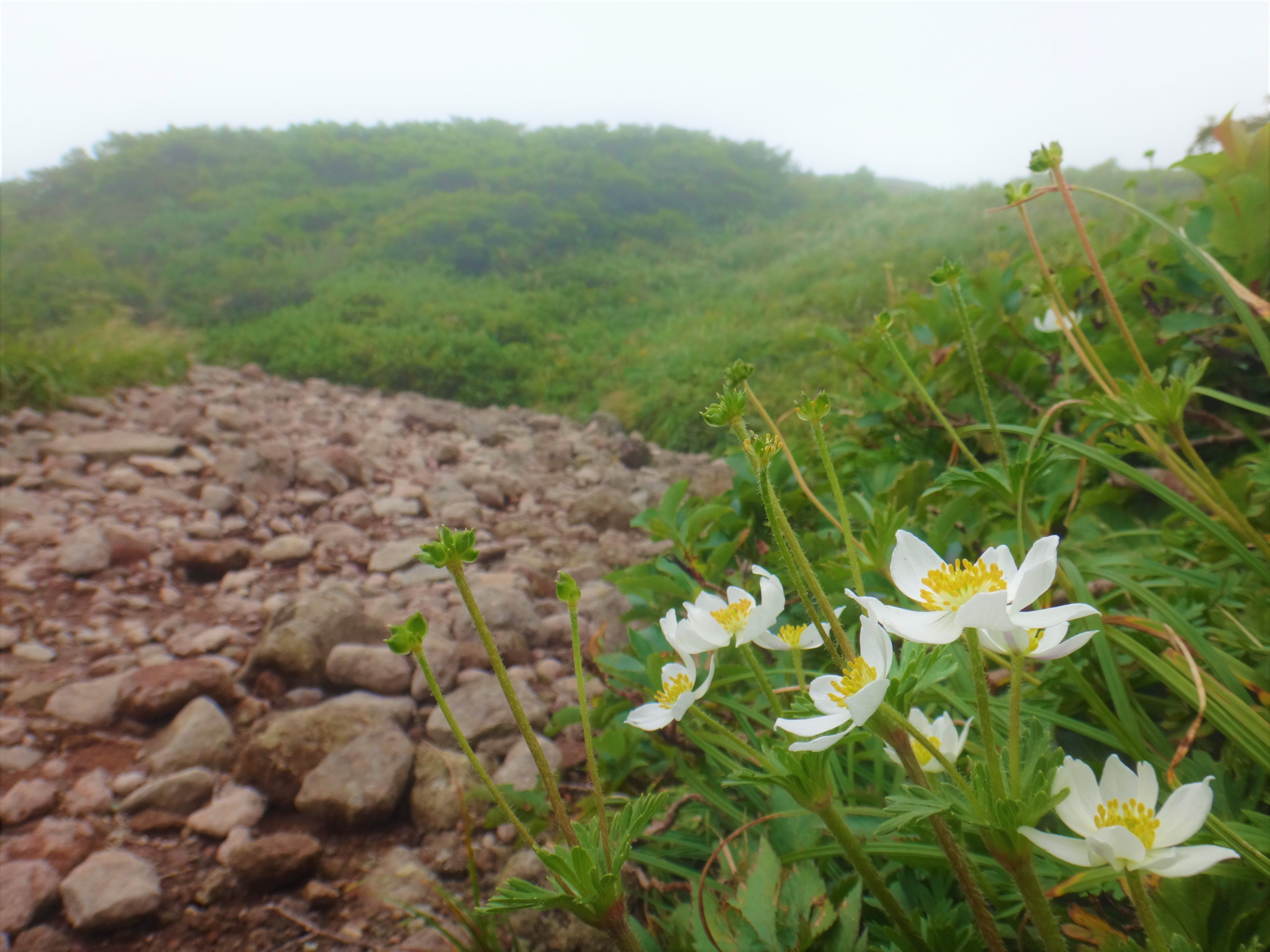
6月と8月の2回咲く不思議な特性を持つ姥石平のハクサンイチゲ
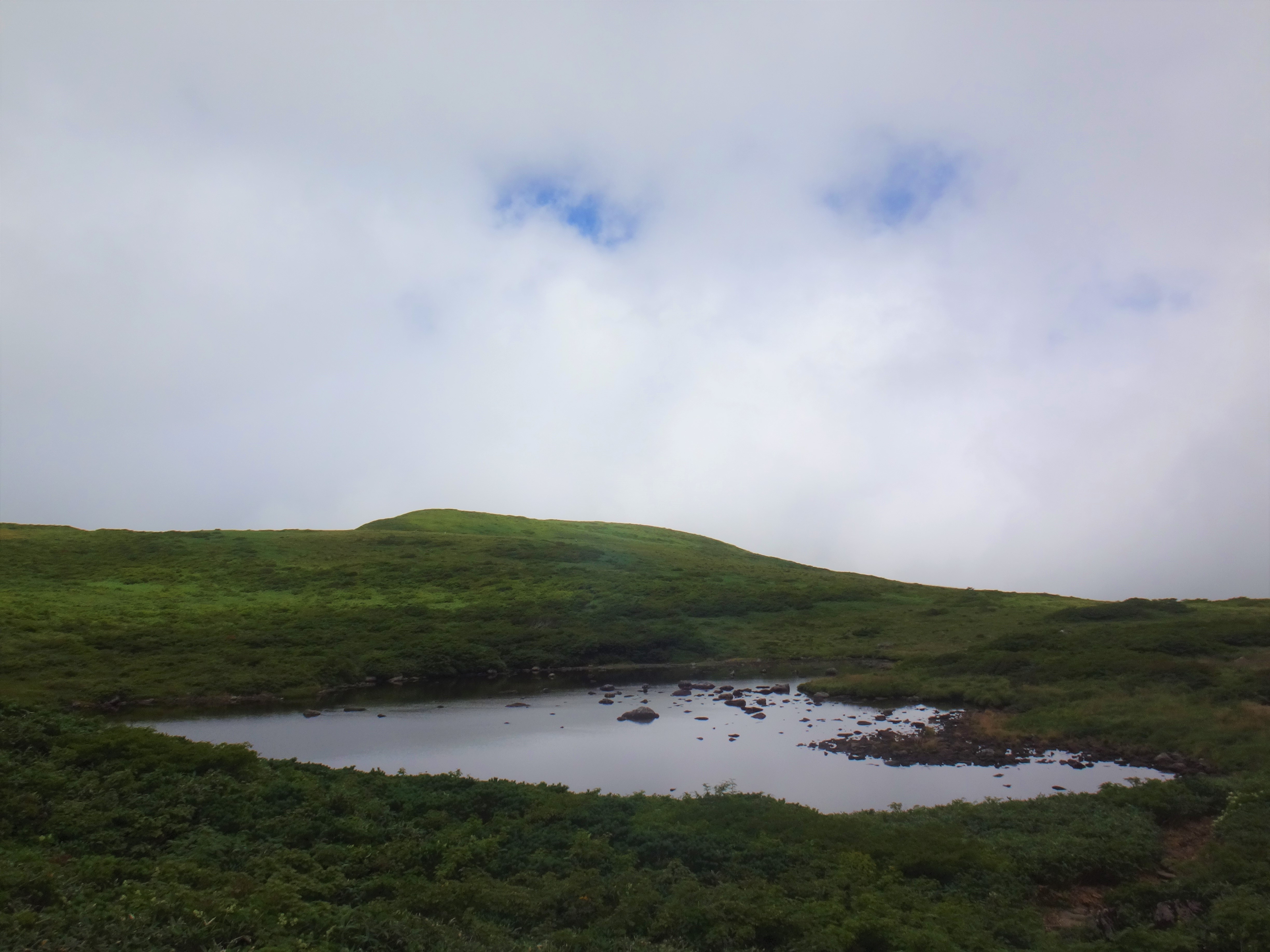
山頂直下の泉水沼
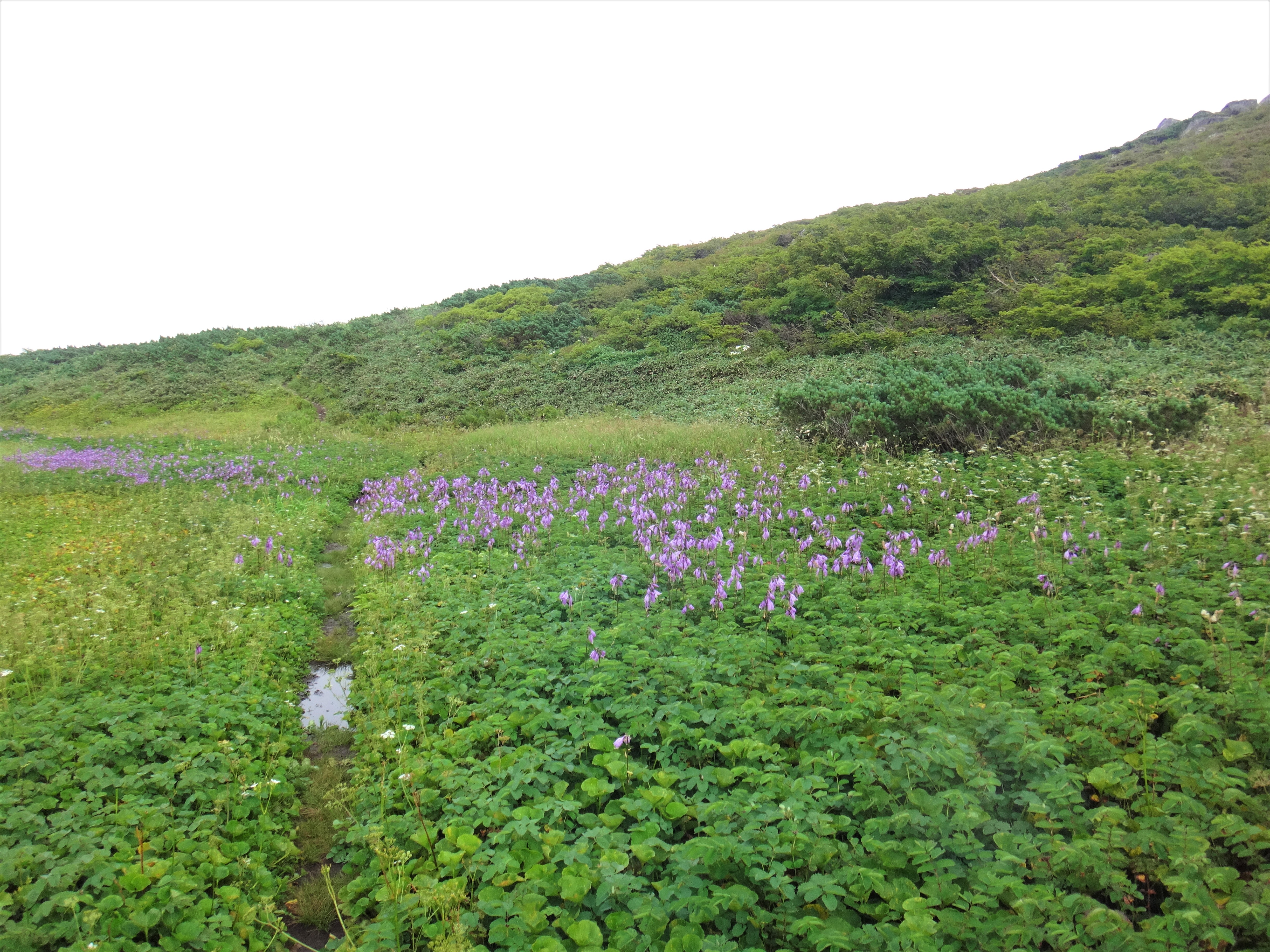
焼石神社付近はお花畑が広がる
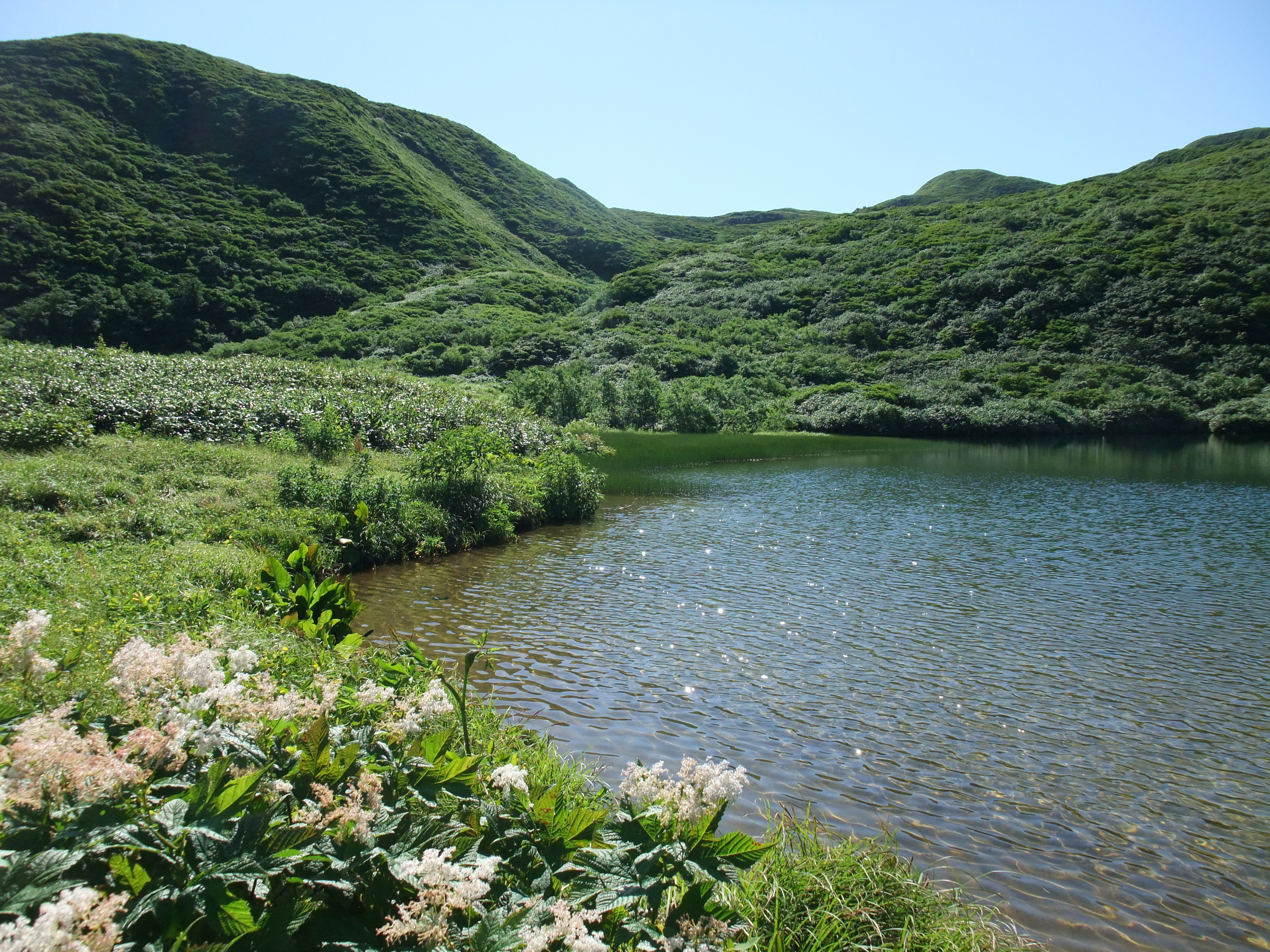
焼石湖（沼）と焼石岳
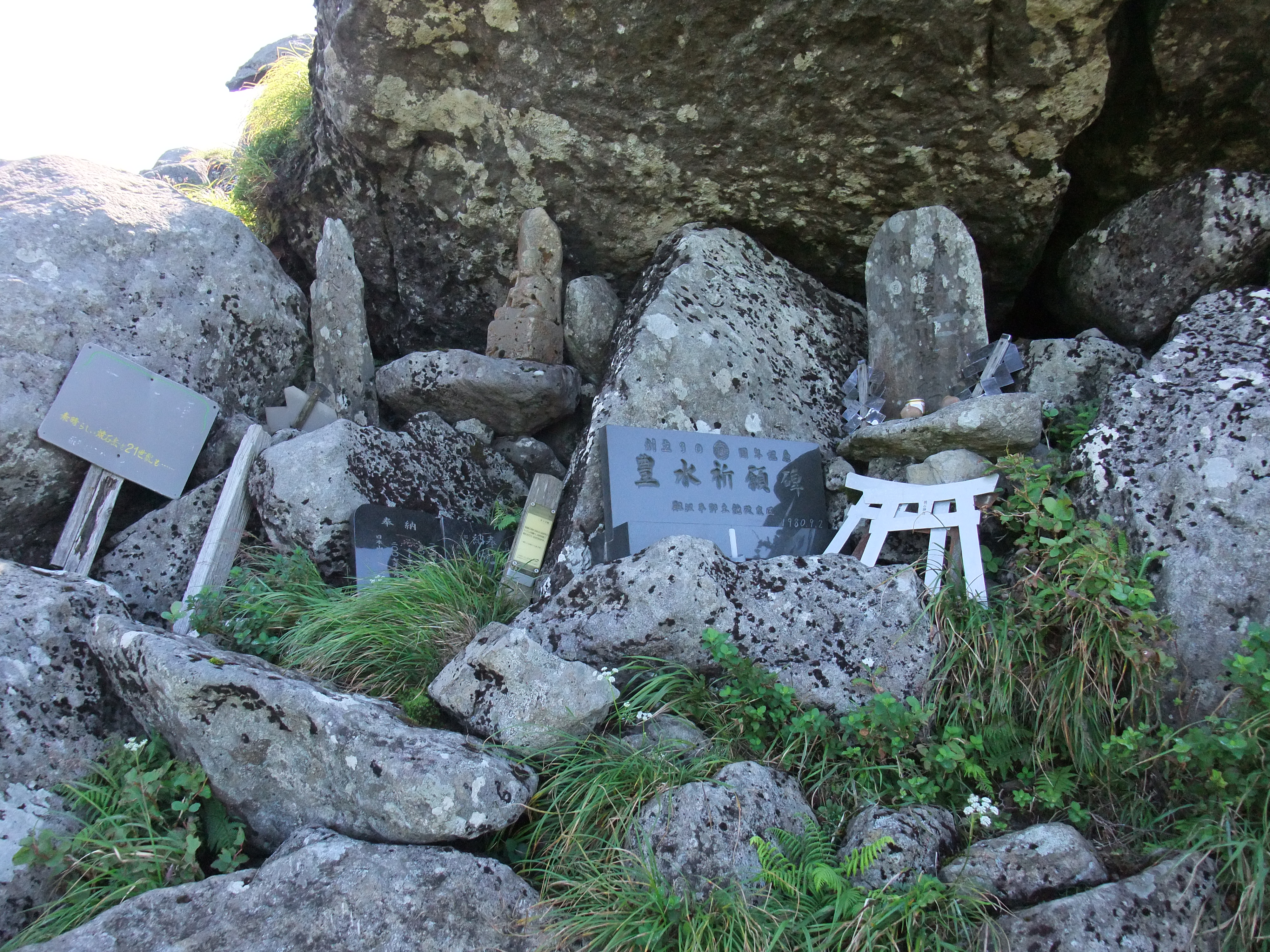
山頂直下にある焼石神社
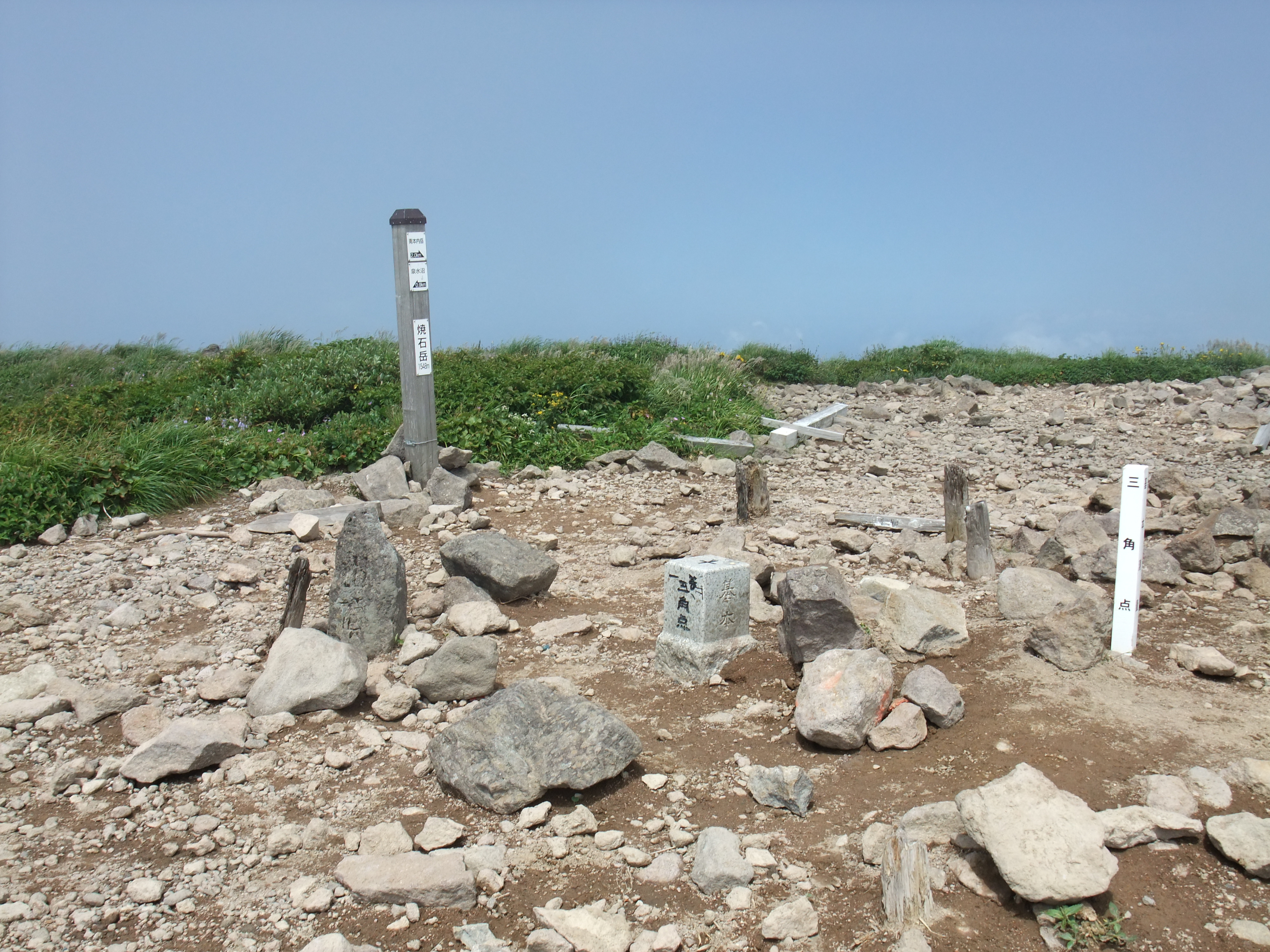
焼石岳山頂

## 登山道
奥州市水沢方面から石淵ダムへ入り、中沼登山口から、中沼、上沼を経て山頂に至る。他に夏油温泉から経塚山1,373 m、金明水を経由するルート、西和賀町からのルート、大森山トンネルからのルートがある。隣の秋田県東成瀬村の三合目登山口からのルートが最短ルートとなっている。